# جروم ایزاک فریدمان
جروم ایزاک فریدمن (انگلیسی: Jerome Isaac Friedman; متولد ۲۸ مارس ۱۹۳۰) فیزیک‌دان اهل ایالات متحده آمریکا است که در سال ۱۹۹۰ برای پژوهش‌هایش در مورد پراکنش الکترون‌ها از هسته‌ها، که بیان‌کننده کوارک در نوکلئون هاست برنده جایزه نوبل در فیزیک شد.
فریدمن در شیکاگو، ایلینوی از والدینی روسی که به آمریکا مهاجرت کرده بودند متولد شد.